# 베오투크어

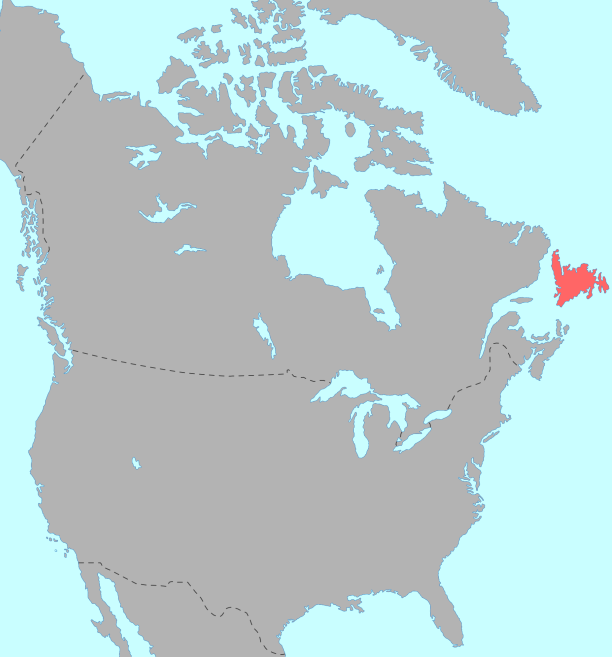
유럽인이 오기 전 베오투크어가 쓰였다고 추정되는 곳(뉴펀들랜드섬)

베오투크어(Beothuk)는 캐나다 뉴펀들랜드섬 토착민인 베오투크인들이 쓰던 말이다. 베오투크인들이 사라지고 문헌자료가 거의 남지 않아 자세한 것은 알려지지 않았다. 이론적으로는 주변의 이웃한 알곤킨어족과의 친족관계가 상정되어 있으나, 확정할 수 있을 만큼의 자료는 남아 있지 않다. 현재 남아 전하고 있는 베오투크어 낱말은 백인들에게 포로로 잡혔던 베오투크 여성인 데마스뒤트와 샤나우디티트에게서 얻은 것이다.
다른 베오투크어 자료는 산투라는 이름의 75살 노인이 부른 노래이다. 이 노래는 1910년대 미국 인류학자인 프랭크 스펙이 녹음해 둔 것이며, 20세기 말에 텍스트화가 이루어졌으나, 불분명하고 뜻을 알 수 없다.